# Strada nazionale 44 della Maddalena
La strada nazionale 44 della Maddalena era una strada nazionale del Regno d'Italia, che congiungeva Borgo San Dalmazzo alla Francia percorrendo la valle Stura di Demonte.
Venne istituita nel 1923 con il percorso "Borgo San Dalmazzo - Colle dell'Argentera - Confine francese".
Nel 1928, in seguito all'istituzione dell'Azienda Autonoma Statale della Strada (AASS) e alla contemporanea ridefinizione della rete stradale nazionale, il suo tracciato costituì per intero la strada statale 21 della Maddalena.